# پائولو بالستروس
پائولو بالستروس (به انگلیسی: Paolo Ballesteros) با نام کامل پائولو الیتو ماکاپاگال بالستروس (به انگلیسی: Paolo Elito Macapagal Ballesteros IV) (زاده ۲۹ نوامبر ۱۹۸۲) بازیگر، مجری تلویزیون، فیلیپینی آمریکایی است.
او به خاطر گریم و تغییر چهره خود به بازیگران و هنرمندان معروف زن مانند آنجلینا جولی، ماریا کری، کیم کارداشیان، بیانسه، آریانا گرانده، کریستن استوارت، ان هتوی، لوسی لیو، مگان فاکس، اما استون و… مشهور است.
از فیلم‌های معروف او می‌توان به بازی در فیلم‌های مرگ زیبا، عشق فراموشی و خواهران پانتی اشاره کرد.